# Saimazoom
Saimazoom es un videojuego desarrollado y distribuido por Dinamic Software en 1984, para Sinclair ZX Spectrum. Fue distribuido en el Reino Unido por Silversoft.
Saimazoom es la primera parte de la trilogía a la que siguen Babaliba y Abu Simbel, Profanation. También constituyó el primer éxito comercial de Dinamic.
El 6 de diciembre de 2005 se liberó una conversión a MSX.

## Argumento
El protagonista, Johny Jones, es un explorador que debe localizar cuatro sacos de café repartidos aleatoriamente a través de la selva. Por el camino, Johny tendrá que evitar los peligros que le acechan en forma de serpientes e indígenas agresivos, y superar los obstáculos físicos que se interponen entre él y los sacos de café. La única pista con que contamos para localizar los sacos es que uno de ellos se encuentra en el interior de una cueva que sólo podremos abrir si antes encontramos la correspondiente llave.
Por el camino encontraremos objetos que pueden ayudarnos en la misión como barcas para cruzar los ríos, picos para romper las rocas o machetes para cortar la vegetación.

## Desarrollo
El proyecto estaba liderado por Víctor Ruiz. La portada inicial corrió a cargo de Luis Rodríguez. La versión del juego para el mercado inglés tenía otra distinta.

## Trucos
- Vidas infinitas : POKE 49027,0
- Tiempo infinito : POKE 48554,0
- Agua infinita : POKE 48768,0